# Meelf Sybens van Oosten
Meelf Sybens van Oosten (Kielwindeweer, 23 oktober 1909 – 's-Gravenhage, 15 augustus 2000)  was een Nederlandse jurist en procureur-generaal bij de Hoge Raad der Nederlanden.

## Biografie
Van Oosten was een zoon van de Nederlands-Hervormde predikant F.H. van Oosten. Hij trouwde met Yvonne Suzanne Arsène Kennes. Hij studeerde rechten aan de Rijksuniversiteit Leiden vanaf 1927 en promoveerde daar op 14 juni 1938 op De ambtshalve vervolging naar Oud-Friesch recht. Daarna werd hij ambtenaar bij het Openbaar Ministerie. Van 1939 tot 1957 was hij secretaris van de Raad van Beroep te Utrecht. Van 1954 tot 1957 was hij advocaat-generaal bij het Gerechtshof Arnhem, daarna korte tijd raadsheer. Per 4 november 1957 was hij advocaat-generaal en vanaf 12 november 1973 procureur-generaal bij de Hoge Raad. Die laatste functie behield hij tot zijn ontslag op 1 november 1979, wegens het bereiken van de 70-jarige leeftijd. 
Zijn zoon Marcel van Oosten is ook jurist en was van 2000 tot 2014 rechter en vicepresident van de Amsterdamse rechtbank; hij was rechter in de strafzaak die in 2011 tot vrijspraak van de PVV-leider Geert Wilders leidde.